# Sandbuckel

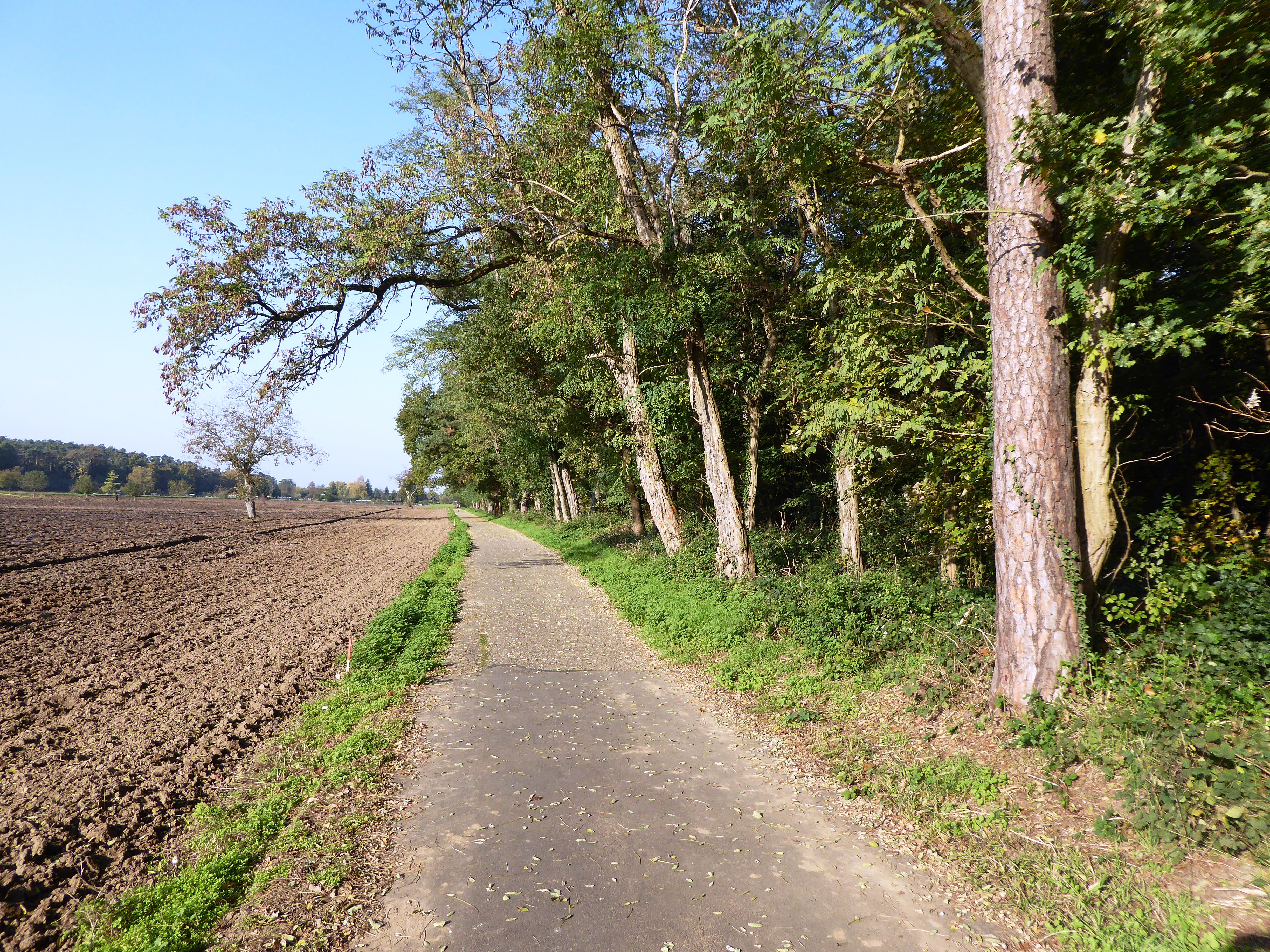
Westrand des Sandbuckels Blickrichtung Norden

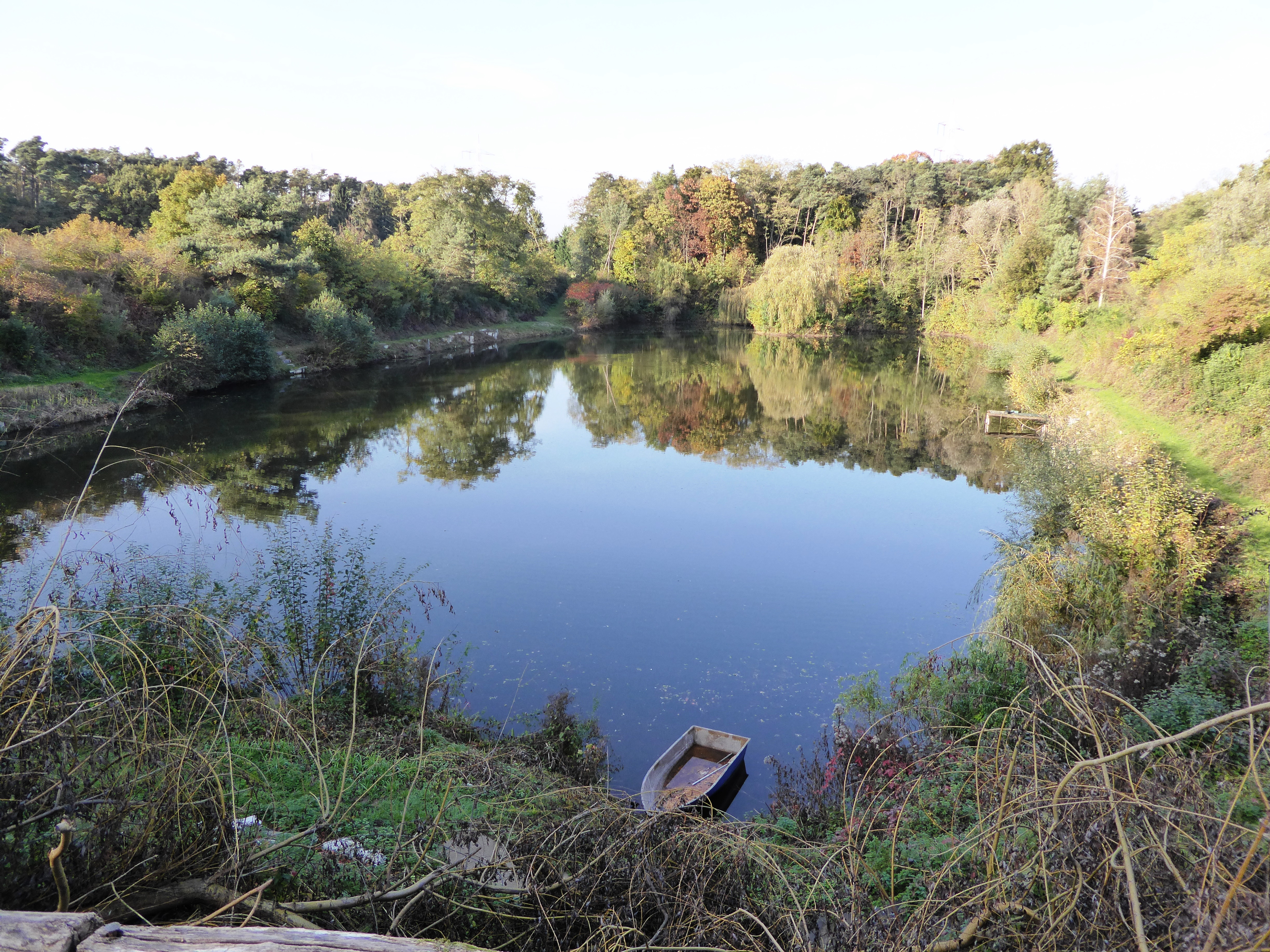
Der Baggersee im Süden des Sandbuckels

Der Sandbuckel ist eine bewaldete Binnendüne südwestlich des Ortes St. Ilgen, heute ein Stadtteil von Leimen, in Baden-Württemberg. Ihre Länge beträgt, in nord-südlicher Richtung, etwa 1200 Meter, ihre Breite rund 100 Meter. Ihre höchste Stelle liegt bei 115,3 Metern, damit erhebt sie sich etwa 10 Meter über ihre Umgebung. Entlang ihres westlichen Fußes verläuft die Gemarkungsgrenze zur Gemeinde Sandhausen.
Geographisch stellt der Sandbuckel die östlichste der Dünen der Schwetzinger Hardt dar. Von dieser ist sie getrennt durch eine, an ihrer schmalsten Stelle, 100 Meter breite Niederung, durch die bis in das späte Mittelalter der Leimbach verlief. Nach einer Flussverlagerung trug der Altlauf den Namen Seebach, er ist mittlerweile vollständig verlandet. Nach Osten bildet die Bahnstrecke von Heidelberg nach Karlsruhe die Grenze, jenseits davon erstreckt sich die zu den Hardtebenen zählende St. Ilgener Niederung. Nach Norden hin beginnt die Bebauung von St. Ilgen, an ihrer Südspitze lag eine Sandgrube, die aber heute mit Wasser gefüllt ist.
Der Beginn des Aufbaus der Düne fällt in die Jüngere Dryaszeit. Dass dieser, bis zur heutigen Höhe, zwischenzeitlich unterbrochen wurde zeigt eine drei bis fünf Meter hohe Schicht aus Parabraunerde in ihrem Inneren. Sie wird nach oben hin von einem Humushorizont begrenzt, dessen Entstehung auf die erste Hälfte des zehnten Jahrhunderts bestimmt werden konnte. Die weitere Aufwehung steht möglicherweise in Zusammenhang mit einer Phase der teilweisen Rodung im Inneren des Hardtwaldes im hohen Mittelalter.
Am Fuße des Sandbuckels wurden Überreste einer menschlichen Siedlung entdeckt, die der Kultur der Schnurkeramiker zugeordnet werden konnten.
In Randbereichen ist für 1780 und 1828 die Nutzung einzelner Grundstücke als Weinberg überliefert.